# Dagens Medicin
Dagens Medicin är en svensk tidning som bevakar hälso- och sjukvårdssektorn. Dagens Medicin grundades 1994 av förlagen Ekonomi&Teknik förlag (numera Talentum) och Bonnier Tidskrifter. Numera ingår tidningen i Bonnier Business Media. 
Dagens Medicin riktar sig till läkare, sjuksköterskor, chefer, administratörer, politiker, myndighetsanställda och andra som fattar beslut i sjukvården. Den TS-kontrollerade upplagan var 19 000 exemplar år 2014. Antalet läsare enligt Orvesto Näringsliv 2020 var 81 000.
Chefredaktör sedan starten och fram till 2009 var Per Gunnar Holmgren, som tidigare bland annat varit chefredaktör för Sydsvenska Dagbladet. Han erhöll, tillsammans med Anders Malmsten, Stora Journalistpriset 1999. Hösten 2009 blev Mikael Nestius ny chefredaktör för tidningen. Han efterträddes 1 mars 2014 av Christina Kennedy. I augusti 2020 tog Lisa Blohm över som chefredaktör.
Tidskriften delar sedan 2006 ut priset Guldskalpellen och flera andra priser i linje med Dagens Medicins mission om att förbättra svensk sjukvård.
Dagens Medicin har flera utländska systertidningar, i Danmark (Dagens Medicin), Norge (Dagens Medisin), Finland (Mediuutiset), Polen (Puls Medycyny) samt i Estland och Slovenien.
Dagens Medicin arrangerar under namnet Dagens Medicin Agenda seminarier och kurser för samma målgrupp som tidningen, det vill säga läkare och annan legitimerad vårdpersonal samt politiker och andra beslutsfattare inom området.
Dagens Medicin gav också ut Dagens Apotek under perioden 2009-2017. Inom Bonnier Business Medias affärsområde Medicin ingår utöver Dagens Medicin de digitala nyhetstjänsterna Läkemedelsmarknaden, Apoteksmarknaden, Digital Hälsa och Kommunal Hälsa.